# Base de la Fuerza Aérea Shaw
La Base aérea Shaw (en inglés: Shaw Air Force Base) es una base de la Fuerza Aérea de Estados Unidos, situada a unos 13,5 km al noroeste de Sumter (Carolina del Sur). Está bajo la jurisdicción del Mando de Combate Aéreo (Air Combat Command) de la Fuerza Aérea de los Estados Unidos (USAF). Es la base de la 20th Fighter Wing (Ala 20 de Aviones de Combate), perteneciente a la 9ª Fuerza Aérea.
Es una de las bases aéreas más grandes de Estados Unidos. Su nombre procede del piloto Ervin David Shaw, uno de los primeros americanos en combatir en misiones de guerra en la Primera Guerra Mundial. Shaw, nativo del condado de Sumter, murió cuando tres aviones enemigos atacaron su Bristol F.2 Fighter mientras volvía de una misión de reconocimiento el 9 de julio de 1918. Derribó a uno de sus atacantes antes de caer.
La Base de Shaw fue activada el 30 de agosto de 1941 bajo la jurisdicción del Army Air Corps Southeast Air Corps Training Center. Su misión original era la formación de cadetes en la Air Corps Basic Flying School.
En la actualidad sirve de base a la 20th Fighter Wing, compuesta por cuatro grupos de aviones: uno de operaciones, formado por cuatro escuadrones; uno de mantenimiento, formado por otros cuatro; un grupo de apoyo de misiones, formado por seis escuadrones, y un grupo médico formado por cuatro escuadrones. 
El objetivo de esta ala aérea es participar en misiones de combate con el fin de suprimir las defensas del enemigo, realizar ataques estratégicos, interceptar y apoyar a misiones marítimas y en operaciones de búsqueda y rescate.